# Palaegithalus cuvieri
Vous lisez un « article de qualité » labellisé en 2018.
Sitta cuvieri · Bergeronnette de Cuvier
Genre
Espèce
Synonymes
- † Sitta cuvieri Gervais, 1852 (protonyme)

Palaegithalus cuvieri, initialement décrit sous le nom de Sitta cuvieri et parfois désigné sous le nom de « Bergeronnette de Cuvier », est une espèce fossile d'oiseaux datant de l'Éocène supérieur, soit d'environ 34 à 37 millions d'années. Ce petit oiseau aux longues pattes est formellement décrit par Paul Gervais en 1852, à partir d'un « ornitholithe » trouvé en 1781 dans les carrières de Montmartre et précédemment étudié par Robert de Lamanon, Alberto Fortis et Georges Cuvier, l'épithète spécifique étant dédiée à ce dernier.
Le taxon est d'abord placé par Gervais dans le genre Sitta (les sittelles), mais son appartenance au groupe des Sittidae est ensuite contestée. Transféré un temps chez les Paridae ou chez les Motacillidae (lui valant le surnom de bergeronnette), il semble en réalité ne même pas appartenir à l'ordre des Passeriformes (les passereaux). Si son placement systématique est encore aujourd'hui incertain en raison du mauvais état du fossile, l'espèce est tout du moins placée dans un genre propre, Palaegithalus, lui-même placé dans sa propre famille des Palaegithalidae ou rapproché des Sylphornithidae, un groupe de l'Éocène proche de la racine de l'ordre des Piciformes et dont les membres sont caractérisés par un tarso-métatarse extrêmement long et fin.

## Morphologie

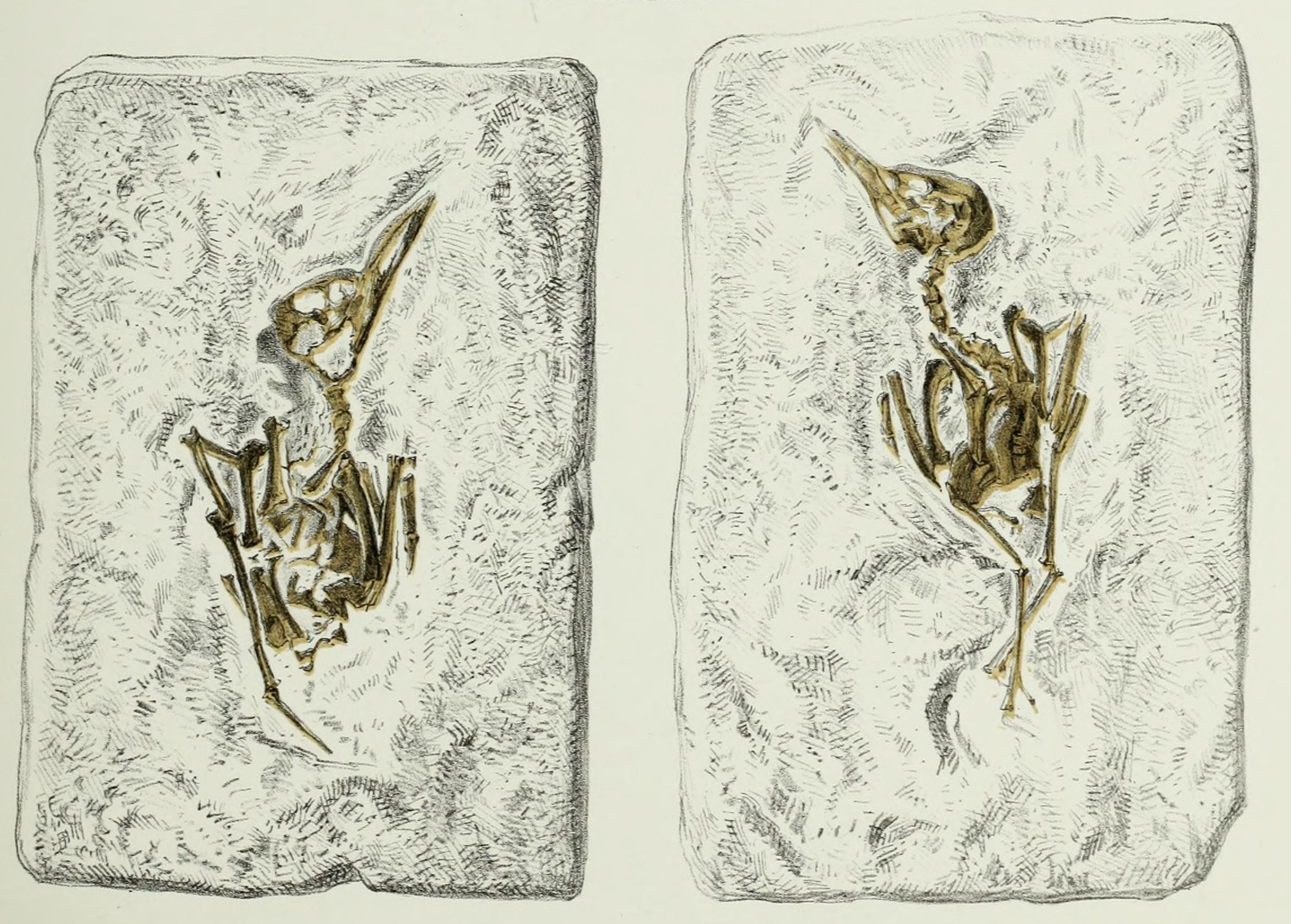
Dessin de la contre-empreinte et l'empreinte du fossile, publié chez Alphonse Milne-Edwards (1871).

Le seul fossile connu est un squelette dans un très mauvais état de conservation : peu de choses peuvent être dites de l'anatomie de P. cuvieri.
D'après Alphonse Milne-Edwards, la tête est volumineuse, avec la région crânienne bien développée. Le bec est grêle et peu allongé. Le tarso-métatarse mesure 1,5 cm, le tibia 2,3 cm. L'humérus mesure 1,3 cm, le cubitus 1,4 cm et le métacarpe 0,8 cm.
Gerald Mayr rapproche le fossile des Sylphornithidae, décrits comme de petits oiseaux à longues pattes et qui se caractérisent par un tarso-métatarse extrêmement long et fin, dont l'extrémité distale est très large et porte de petites trochlées.

## Taxinomie et systématique

### Histoire du spécimen
Le 2 novembre 1781, lors d'une promenade lithologique dans les carrières de gypse de Montmartre, le chimiste Jean Darcet récupère « un oiseau pétrifié de la plus belle conservation » — qui aurait sinon probablement été détruit ou vendu par les ouvriers des plâtrières — constitué d'une empreinte et d'une contre-empreinte. Il confie ces objets au naturaliste Robert de Lamanon, ainsi que la charge de communiquer cette découverte. Lamanon décrit longuement le fossile en 1782 dans les Observations et mémoires sur la physique, sur l'histoire naturelle et sur les arts et métiers (aussi appelé « Journal de Physique »), en accompagnant son commentaire d'un dessin, sans cependant lui donner de nom. Le dessin associé fait distinctement apparaître des traces de plumes sur une des ailes, dépliée, et sur la queue, mais l'auteur précise que ces phanères n'ont laissé qu'une trace diffuse.
Alberto Fortis considère la découverte peu probante. Après que Darcet l'a autorisé à étudier le spécimen, il écrit en 1800 qu'il est incertain si cet ornitholithe est originaire d'une couche de gypse ou s'il résulte d'une concrétion d'origine plus récente. En outre, selon Fortis, le dessin associé aux écrits de Lamanon n'est pas fidèle à l'objet, et « a contribué à accréditer un fait tout au moins très sujet à caution », si bien qu'il en publie une seconde reproduction, exagérant les inégalités de la roche et diminuant les empreintes des os. Fortis y voit une grenouille ou un crapaud, et récuse l'existence de fossiles d'oiseaux d'ancienne date,.
En 1812, Georges Cuvier, père de la paléontologie en tant que science, mentionne à nouveau ce fossile dans le tome 3 de son travail sur les « Ossemens fossiles ». Pour lui, si l'imagination de Lamanon l'avait vraisemblablement aidé à voir des plumes à l'aile et à la queue du fossile, il n'en demeure pas moins que les réserves de Fortis sont exagérées et que l'objet constitue bien un ornitholithe. L'une des deux ailes est en bon état, avec l'avant-bras, le métacarpe et le commencement du grand doigt bien visibles, la seconde aile et le bec sont en moins bon état, et les pattes et les os du corps ont perdu leurs caractères.
En 1852, Paul Gervais publie la description formelle de ce fossile, en dédiant le nom d'espèce à Georges Cuvier, dont les recherches,, ont rendu célèbre le gisement de Montmartre. L'empreinte et la contre-empreinte sont aujourd'hui déposées au Muséum national d'histoire naturelle sous les numéros de musée « MNHN 7975 » et « MNHN 7976 ».

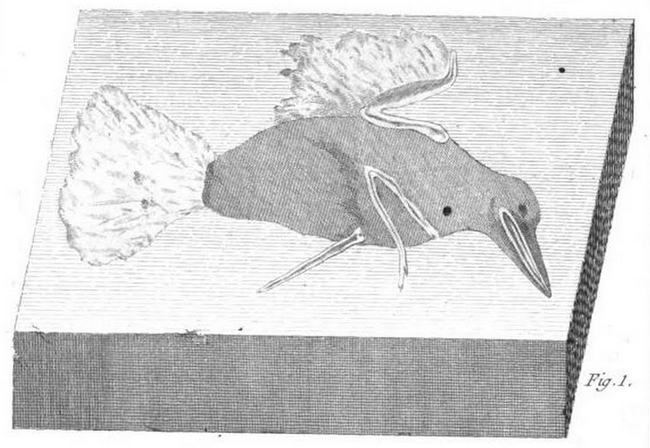
Dessin de la contre-empreinte publié chez Robert de Lamanon (1782)[3].
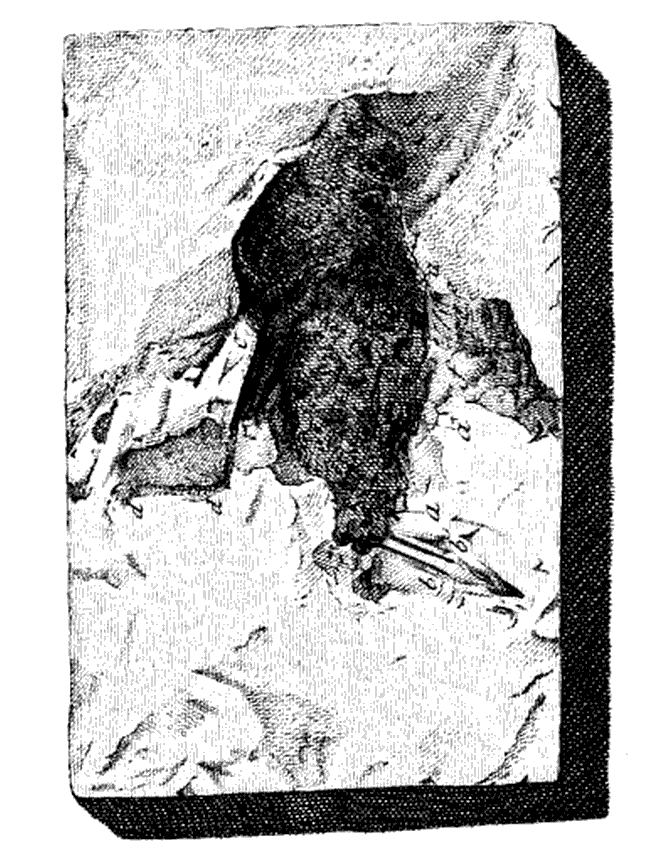
Dessin de l'ornitholithe de Montmartre chez Alberto Fortis (1800)[6].
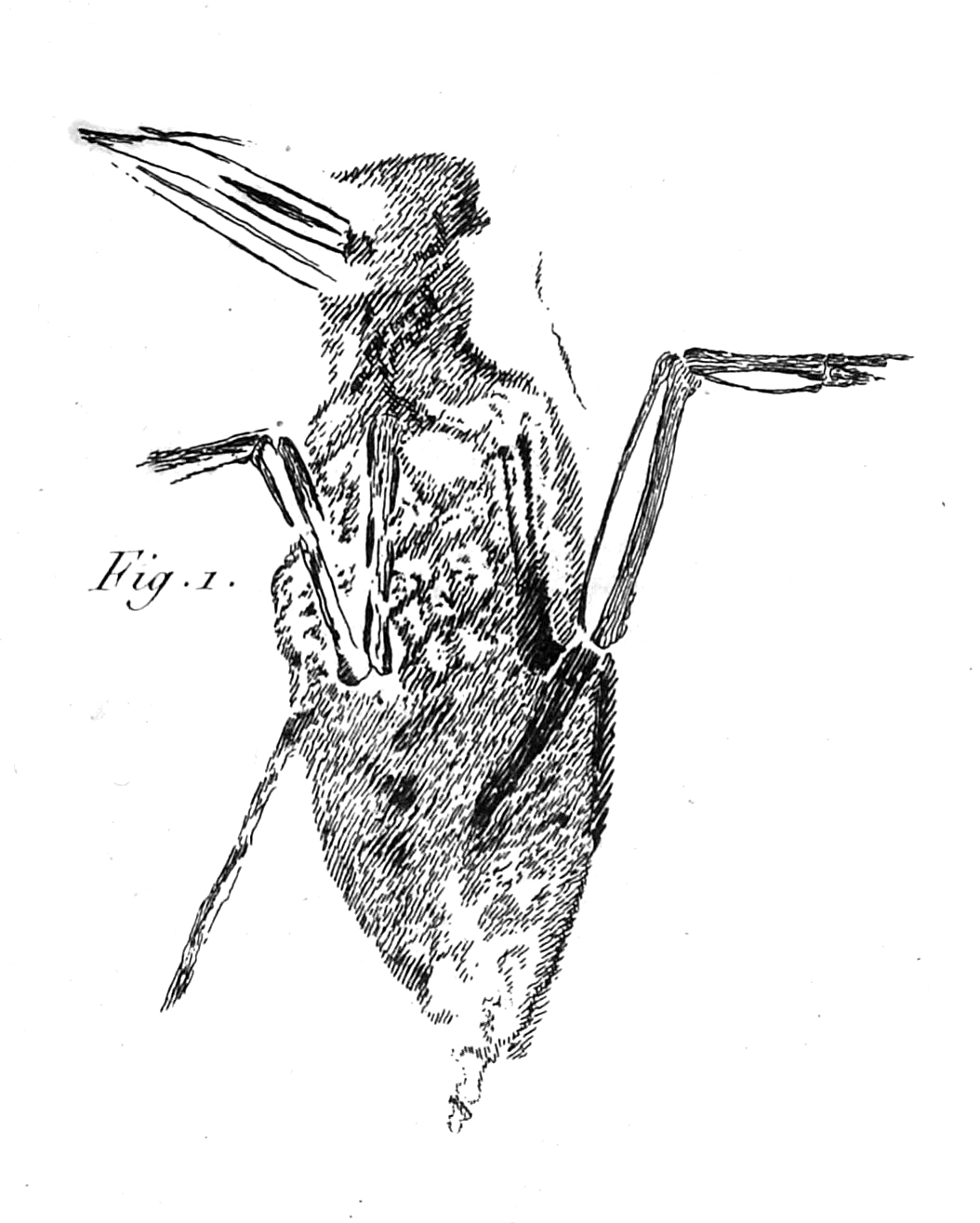
L'empreinte du fossile dessinée par Georges Cuvier (1812).

### Distribution stratigraphique
L'holotype provient de couches géologiques de l'Éocène supérieur, datant de 33,9 à 37,2 millions d'années.

### Placement systématique

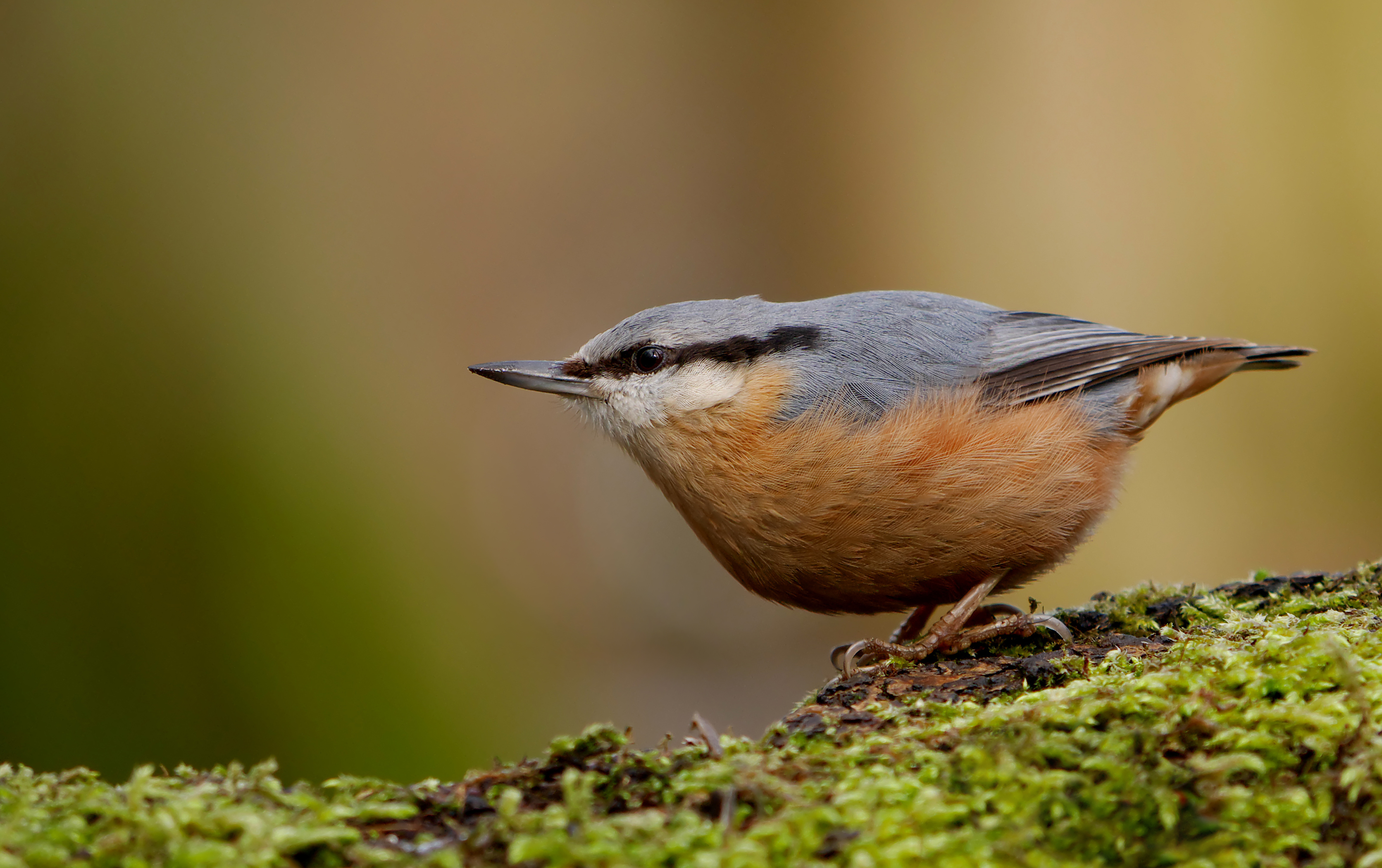
Une Sittelle torchepot (Sitta europaea caesia), au bec fort, allongé et conique.

Dans son signalement en 1782, Robert de Lamanon décrit l'oiseau comme pas plus grand qu'une fauvette, rappelant « les oiseaux qui fréquentent les bords des eaux, se nourrissent d'insectes et de vers ». Georges Cuvier ne fait aucune conjecture quant au placement systématique de l'espèce, et estime qu'il est « bien assez d'avoir montré l'existence de la classe des oiseaux parmi les fossiles ». Lors de la description originale, Paul Gervais n'est pas certain de l'appartenance du fossile au genre Sitta et ne l'y place qu'à titre provisoire :

« Ce qui reste de la tête nous montre que le bec était fort, assez allongé et conique, ce qui le faisait ressembler assez à celui des Pics, et plus encore des Sittelles. C'est en considération de la forme du bec et de celle des pieds que j'ai rapproché de ce dernier genre le fossile des plâtrières dont il est ici question, et, quoique je n'affirme pas que ce soit réellement un Sitta, je l'inscrirai provisoirement sous le nom de Sitta? Cuvieri. »

— Paul Gervais, 1852
Dans un ouvrage recensant les découvertes paléontologiques des oiseaux de France publié en 1871, Alphonse Milne-Edwards considère que le fossile présente une tête rappelant les fauvettes (genre « Sylvia »), et des pattes semblables à celles de mésanges (« Parus ») ou de parulines (« Parula »), trois genres dont la composition a depuis énormément changé. Il déplace l'espèce vers un nouveau genre, Palaegithalus, le traitant parmi les passereaux tout en lui trouvant de grandes différences avec les sittelles :

« Si l'on compare le squelette de l'oiseau fossile à celui des représentants vivants [du genre Sitta], il est impossible de ne pas y reconnaître des particularités distinctives d'une grande importance, tirées principalement de la forme de la tête et des proportions générales. Ainsi, chez les Sittelles, le corps est notablement plus trapu, les ailes sont plus courtes, et les tarso-métatarsiens sont comparativement plus petits. Le crâne est moins gros par rapport au bec, qui est plus long et plus pointu. »

— Alphonse Milne-Edwards, 1871
En 1933, ce fossile est considéré comme appartenant à la famille des Paridae par Kálmán Lambrecht, et est également attribué provisoirement à cette famille par Robert W. Storer en 1960, qui considère que le plus ancien vrai fossile de sittelle serait Sitta senogalliensis, découvert dans la région des Marches en Italie et datant du Miocène supérieur. En 1970, Jean Brunet rattache le fossile à la famille des Motacillidae, comprenant notamment les bergeronnettes et les pipits. Pierce Brodkorb mentionne le taxon en 1978 dans son catalogue des oiseaux fossiles : bien que la famille de ce fossile soit incertaine, il n'appartient pas aux Sittidae.
- Piciformes
  - † Zygodactylidae (incertae sedis)
  - † Sylphornithidae
    - † Sylphornis Mourer-Chauviré, 1988
      - † S. bretouensis Mourer-Chauviré, 1988

    - † Palaegithalus Milne-Edwards, 1871
      - † P. cuvieri Gervais, 1852

  - † Gracilitarsidae
  - 
    - Pici
      - Capitonoidea (Capitonidae, Semnornithidae,
Ramphastidae, Megalaimidae, Lybiidae)
      - Picoidea (Indicatoridae, Picidae)

    - Galbulae
      - Galbulidae
      - Bucconidae

En 1979, Colin Harrison le place dans une nouvelle famille créée pour le genre Palaegithalus, les Palaegithalidae. En 1998, Gerald Mayr le rapproche des Sylphornis et propose de le considérer comme un synonyme de ce genre. En 2002, Jiří Mlíkovský considère que le placement systématique de ce taxon reste incertain et le traite comme incertae sedis, mais à partir de cette même année Gerald Mayr propose de placer l'espèce dans la famille des Sylphornithidae,. C'est une famille décrite de l'Éocène supérieur des phosphorites du Quercy, par Cécile Mourer-Chauviré en 1988, afin d'y placer Sylphornis bretouensis, oiseau contemporain et de même taille que P. cuvieri, et qui est elle-même placée près de la racine de l'ordre des Piciformes,. Cependant, le mauvais état de préservation du crâne ne permet pas une assignation définitive, et le fossile pourrait également appartenir aux Zygodactylidae, de petits oiseaux aux tarso-métatarses longs et fins et aux longs orteils.